# Birubala Rabha
Birubala Rabha (asamés: বিৰুবালা ৰাভা; India, 1954-India, 13 de mayo de 2024) fue una activista india que participó en campañas contra la caza de brujas en Goalpara (Assam). Dirigía una organización llamada Misión Birubala que difunde la conciencia contra la caza de brujas. Fue fundamental para que el gobierno de Assam aprobara la Ley de prevención y protección contra la caza de brujas de 2015. El gobierno de la India le otorgó el premio Padma Shri en 2021 por sus aportes a la obra social.

## Primeros años
Rabha nació en 1954 en el pueblo de Thakurvila, cerca de la frontera de Meghalaya en el distrito Goalpara de Assam. Su padre murió cuando ella tenía seis años, lo que la obligó a abandonar la escuela y ayudar a su madre a llevar la casa. Rabha tenía quince años cuando se casó con su esposo, un granjero con quien tuvo tres hijos.
En 1985, su hijo mayor, Dharmeswar, que padecía una enfermedad mental, sufrió un ataque de fiebre tifoidea, lo que llevó a Rabha y su esposo a llevarlo a un farsante local. Les dijeron que había sido poseído y se había casado con un hada, que estaba embarazada de su hijo y que tan pronto como naciera este niño moriría. Según el farsante, a Dharmeswar solo le quedaban tres días de vida. Sin embargo, finalmente se recuperó y vivió mucho después de su diagnóstico. Después de este incidente, Rabha se dio cuenta de que las supersticiones que llevaron al diagnóstico de su hijo no tenían fundamento y dejó de visitar a los charlatanes, a quienes creía que eran “fraudes”.

## Activismo
Inicialmente, Rabha formó Thakurvila Mahila Samity, una asociación de mujeres que crea conciencia sobre varios males sociales, incluida la caza de brujas en su aldea local, y más tarde, en 2006, se involucró en la Sociedad Assam Mahila Samata. En 2011 fundó Mission Birubala; una organización sin fines de lucro conformada por una red de activistas sociales, sobrevivientes y abogados; cuyo objetivo es educar y difundir la conciencia contra la caza de brujas, así como apoyar y proteger a los supervivientes y posibles víctimas de la caza de brujas en todo el estado de Assam. A pesar de enfrentar el ridículo y los ataques de quienes defienden la creencia en las brujas, y de haber sido acusada de brujería, Rabha se pronunció con frecuencia en reuniones contra la marca y la caza de brujas, también, organizaba campamentos de concientización e impartía lecciones escolares denunciando la práctica. Además, rescató a más de treinta y cinco mujeres tildadas de brujas en la última década.
En 2015, la campaña de la activista llevó al gobierno de Assam a aprobar la Ley de Caza de Brujas de Assam (Prohibición, Prevención y Protección), que muchos consideran la ley contra la caza de brujas más estricta de la India. La ley, que entró en vigor en 2018, permite hasta siete años de cárcel junto con una multa sustancial por identificar y tildar a una persona de bruja, y extiende el castigo por llevar a una persona a suicidarse después de acusarla de brujería a cadena perpetua.

## Reconocimiento
Rabha había sido reconocida por su trabajo contra la caza de brujas en Assam con numerosos premios y reconocimientos. En 2005 fue nominada para el Premio Nobel de la Paz por Northeast Network (una organización de derechos de las mujeres que opera en Assam) y en 2015 recibió un doctorado honoris causa de la Universidad de Gauhati. En 2021, el gobierno indio la reconoció por su trabajo social y su campaña con el premio Padma Shri, el cuarto premio civil más alto de la India.